# Николас фон Лютцелщайн
Николас фон Лютцелщайн (на немски: Nicolas Graf von Lützelstein; * пр. 1299; † между 23 ноември 1316 и 11 март 1318) е граф на Лютцелщайн (Ла Петит-Пиер; на френски: La Petite-Pierre) в Гранд Ест в Елзас, от 15 век в Херцогство Лотарингия.

## Живот
Той е единственият син на граф Хуго IV фон Лютцелщайн († 1304/1315) и Елизабет фон Финстинген († сл. 1301), дъщеря на Куно фон Малберг († 1262) и фон Лайнинген, дъщеря на граф Фридрих II фон Саарбрюкен-Лайнинген († 1237).
Николаус получава графството Лютцелщайн. През 1403 г. с граф Фридрих умира последният от главната линия на род Лютцелщайн, което води до дълги наследствени конфликти между неговия чичо Буркхард фон Лютцелщайн и сестра му, която е омъжена за Йоханес фон Лайнинген. Понеже те нямат наследници през 1462 г. цялото графство отива към Курпфалц.

## Фамилия
Николас фон Лютцелщайн се жени за Катарина фон Болхен († сл. 1318), дъщеря на Куно фон Болхен († сл. 1294) и Изабела. Те имат един син:
- Фолмар фон Лютцелщайн († сл. 1367), женен пр. 30 ноември 1335 г. за Аделхайд фон Финстинген-Бракенкопф († сл. 1340)